# Tryonia alamosae
Tryonia alamosae là một loài ốc nước ngọt thuộc họ Hydrobiidae.